# Phyllonorycter triplacomis
Phyllonorycter triplacomis là một loài bướm đêm thuộc họ Gracillariidae. Nó được tìm thấy ở Đài Loan.
Ấu trùng ăn Photinia lucida và Photinia taiwanensis. Chúng có thể ăn lá nơi chúng làm tổ.